# Fullereny

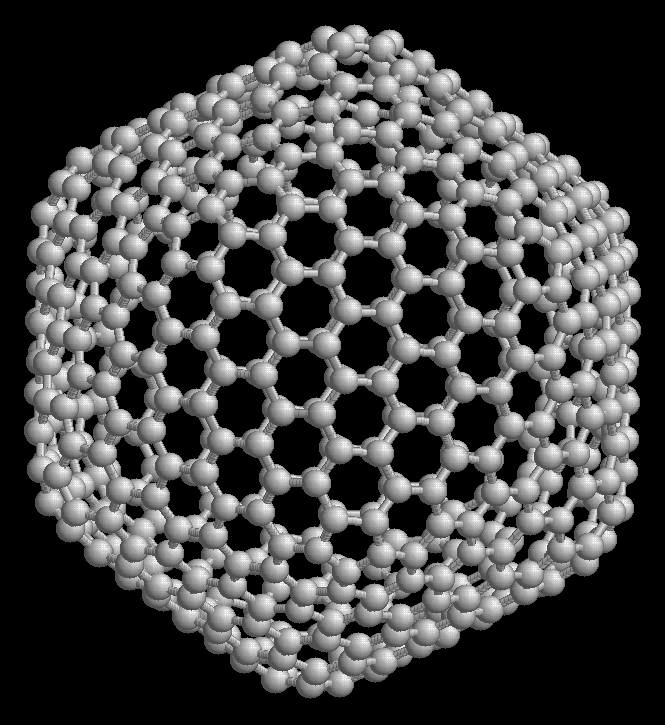
Fulleren C_{540}

Fullereny jsou molekuly tvořené atomy uhlíku uspořádanými do vrstvy z pěti- a šestiúhelníků s atomy ve vrcholech, které jsou prostorově svinuty do uzavřeného tvaru (nejčastěji do tvaru koule nebo elipsoidu). Vzhledem k této struktuře jsou mimořádně odolné vůči vnějším fyzikálním vlivům. V dutině molekuly fullerenu může být uzavřený jiný atom, několik atomů či malá molekula.
Zatím nejstabilnější známý fulleren obsahuje 60 atomů uhlíku.
Fullereny se uměle připravují nejčastěji v elektrickém oblouku s uhlíkatými elektrodami nebo pyrolýzou organických sloučenin v kontrolovaném plameni.
Fullereny byly nazvány po americkém architektovi Buckminsteru Fullerovi, který projektoval geodetické kopule podobného tvaru. Za objev a studium vlastností fullerenů byla v roce 1996 udělena Nobelova cena za chemii Robertu F. Curlovi, Richardu E. Smalleymu a Haroldu W. Krotoovi. V současné době je výzkum vlastností a metod přípravy fullerenů velmi intenzivně studován na řadě vědeckých institucí po celém světě (v Česku je od 80. let zkoumal Zdeněk Slanina, průkopník jejich nanotechnologických užití).

## Objev a vlastnosti
V roce 1992 předpověděl P. R. Buseck, že fullereny mohou být nalezeny ve fulguritech neboli sklech protavených úderem blesku. O rok později tento předpoklad potvrdil T. K. Dally při výzkumu fulguritu ze Sheep Mountain v Coloradu.
Systematicky byly prozkoumány fullereny až do molekuly obsahující 96 atomů uhlíku. Organická chemie se nejvíce rozvíjí kolem molekul s 60 a 70 atomy. Pro metallofullereny, tedy fullereny, které mají ve své dutině umístěn atom či i několik atomů kovu (La, Ca, Li; ale i He, N – tzv. endohedrální fullereny), se jako základ používají i vyšší molekuly jako třeba C80 či C82. Z fullerenů se odvozují i uhlíkaté nanotrubičky. Ty na jedné straně respektují hlavní topologický rys fullerenů – výstavba z proměnlivého počtu šestiúhelníků a dvanácti pětiúhelníků –, jejich typickým tvarem je ale protažený válec. Vlastní fullereny přitom bývají tvarem poměrně blízké kouli.

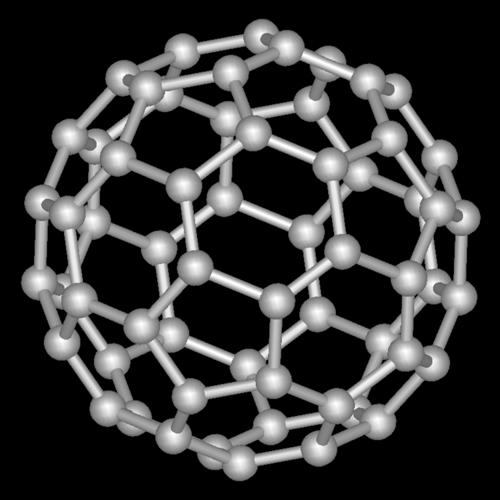
Buckminsterfulleren (C_{60})

Nejnověji se ukazuje možnost připravit i fullereny menší než C60, např. C36, a molekuly tvaru fullerenů složené i z jiných prvků než z uhlíku. Tzv. BN-fullereny například obsahují pouze bór a dusík.
Pevné krystalické formy fullerenů se nazývají fullerity. Stlačením fulleritu za vysoké teploty lze připravit mikrokrystalický diamant zajímavých vlastností.
Do vnitřní dutiny fullerenů lze vložit (enkapsulovat) některé malé molekuly, jako je např. vodík, dusík, Sc3N či vodu. Takto vložené molekuly pak ovlivňují výsledné vlastnosti fullerenů.

## Typy fullerenů
- buckyball klastry: nejmenší z nich je C20, ale nejčastější typ je C60
- polymerní: řetěze dvou a třídimenzionálních polymerů utvářených pod vysokým tlakem a teplotou
- nano-onions: vícevrstvé sférické fullereny (využití jako mazivo)
- buckypaper: experimentální fullereno-kompozitní materiály

Strukturu blízkou fullerenům (tedy vrstvu nebo několik málo vrstev atomů uhlíku uspořádaných do pětiúhelníků a šestiúhelníků) mají:
- grafen (nesvinutá vrstva)
- uhlíkové nanotrubičky (vrstva svinuta do válcového tvaru)

## Příprava fullerenů
Jsou známy čtyři způsoby přípravy pyrolýzou:
- Rozhodující metoda přípravy využívá vypařování grafitu v elektrickém oblouku v atmosféře inertního plynu.
- Metoda přípravy fullerenu v plamenech různých organických látek se zatím příliš nevžila.
- Třetí metoda pracuje se slunečním zářením koncentrovaným pomocí zrcadla do ohniska, ve kterém je umístěn grafit.
- Poslední metoda využívá pyrolýzy organických sloučenin laserem.

Postupný rozvoj průmyslové produkce významně snížil ceny fullerenů. Časově nejnáročnější fází celého procesu je separace jednotlivých fullerenů pomocí kapalinové chromatografie.

## Využití fullerenů
Největší prostředky jsou v současnosti vynakládány na výzkum fullerenů jako nových perspektivních materiálů pro techniku. Mezi nejdůležitější vlastnosti patří jejich supravodivost. Ukázalo se, že je možno vytvářet sloučeniny C60 s alkalickými kovy, které jsou supravodivé při teplotách 18 K i vyšších.
Dalším perspektivním oborem, kde se dá předpokládat jejich využití, je lékařství. Např. by je šlo využít jako léčiva na AIDS.
Již od počátku 21. století jsou fullereny využívány jako mikrokomponenty v nanoinženýrství.